# 今ドキ!昼ドキッ
『今ドキ!ゆうドキッ』（いまドキ!ひるドキッ）は、長野朝日放送（abn）で2017年10月2日から生放送されている夕方の報道・情報番組である。放送時間は平日16:32-16:40。

## 概要
当番組では、最新のニュース・天気予報をはじめ、話題となっている商品やイベント情報、企業情報などを紹介する。
当番組の放送開始に伴い、2017年9月29日まで10:30からの飛び乗りで放送していた『ワイド!スクランブル・第1部』（テレビ朝日制作）は、同年10月2日より11:45からの飛び乗り（実質的には『ANNニュース』のみのネット）に変更の上、当番組に内包されることになったが、2020年3月30日から、当番組の放送時間が夕方に移動することになったため、「ワイド!スクランブル・第1部」は再度10:30からの飛び乗りで放送されている。

## 放送時間
- 現在の放送時間（今ドキ!ゆうドキッ）
- 平日 16:37 - 16:45（JST）
- 過去の放送時間（今ドキ!昼ドキッ）
- 平日 11:30 - 12:00（JST）
  - 『大下容子ワイド!スクランブル・第1部』（テレビ朝日制作、10:25 - 12:00）を臨時で同時フルネットまたは10:30飛び乗りとする場合には休止することがあった。

## 現在の出演者
MC
- 冨岡美希（2017年10月2日 - ）

## 過去の出演者
MC
- 松坂彰久（2017年10月2日 - 2022年1月21日、当時abnアナウンサー）

リポーター
- 萩原早紀子